# Bob Newhart
George Robert Newhart (Oak Park, Illinois, 1929. szeptember 5. – Los Angeles, 2024. július 18.) Golden Globe- és Primetime Emmy-díjas amerikai színész, humorista. Leginkább rezzenéstelen arcú és enyhén dadogó előadásmódjáról ismert.

## Életpályája
Szülei Julia Pauline (1900-1994) és George David Newhart (1900-1985), ír származásúak voltak. Egyik nagymamája St. Catharines-ből (Ontario) származik.
Római katolikus iskolákban tanult, például a St. Catherine of Siena Grammar School-ban és a St. Ignatius College Prep középiskolában. 1952-ben diplomázott a Loyola University of Chicago tanulójaként. Egy kis ideig a Loyola University Chicago School of Law-n tanult, de nem fejezte be tanulmányait.
1960-as The Button-Down Mind of Bob Newhart című albuma az első helyre került a Billboard slágerlistáján. Az ezt követő The Button-Down Mind Strikes Back! szintén sikeres volt.
Később színészkedni kezdett: Robert Hartley pszichiátert alakította a The Bob Newhart Show-ban és Dick Loudon-t a Newhart-ban. A kilencvenes években két rövid életű sitcomban is szerepelt: a Bobban és a George and Leo-ban. Többször is megjelent az Agymenők sorozatban Proton professzor szerepében, amiért Emmy-díjat nyert. Több filmben és sorozatban is szerepelt.

## Magánélete
1963. január 12.-én házasodott össze Virginia Quinn-nel, Bill Quinn színész lányával. Négy gyerekük van (Robert, Timothy, Jennifer és Courtney) és tíz unokájuk. Római katolikus vallásúak, és a gyerekeiket is ebben a hitben nevelik.

## Filmjei
- Hősök pokla (1962)
- Forró milliók (1968)
- Egy tiszta nap szembenézhetsz az örökkévalósággal (1970)
- A 22-es csapdája (1970)
- Hideg pulyka (1971)
- The Bob Newhart Show (1972-1978)
- Insight (1973-1979)
- A mentőcsapat (1977)
- Zálogocska (1980)
- Newhart (1982-1990)
- Mentőcsapat a kenguruk földjén (1990)
- Bob (1992-1993)
- A Simpson család (1996)
- A boldogító nem (1997)
- George & Leo (1997-1998)
- Rudolf, a rénszarvas (1998)
- Sportőrültek (2001)
- Doktor Szöszi 2. (2003)
- Mi a manó (2003)
- Vészhelyzet (2003)
- Titkok könyvtára – A Szent Lándzsa küldetés (2004)
- Született feleségek (2005)
- Titkok könyvtára 2. – A visszatérés Salamon kincséhez (2006)
- A titkok könyvtára 3. – A Júdás-kehely átka (2008)
- Förtelmes főnökök (2011)
- Küzdelem a rákkal (2011)
- Agymenők (2013-2018)
- A titkok könyvtára (2014-2017)
- Vérmes négyes (2015)
- Az ifjú Sheldon (2017-2020)

## Diszkográfia
- The Button-Down Mind of Bob Newhart (1960)
- The Button-Down Mind Strikes Back (1960)
- Behind the Button-Down Mind of Bob Newhart (1961)
- The Button-Down Mind On TV (1962)
- Bob Newhart Faces Bob Newhart (1964)
- The Windmills are Weakening (1965)
- This is It! (1967)
- Masters (válogatáslemez, 1973)
- Bob Newhart (válogatáslemez, 1980)
- Button-Down Concert (1997)